# Betsy Russell
Betsy Russell, właśc. Elizabet Russell (ur. 6 września 1963 w San Diego w stanie Kalifornia, USA) – amerykańska aktorka. Jest znana jako odtwórczyni roli Jill Tuck, byłej żony socjopatycznego Jigsawa, w thrillerach z serii Piła, a także ze swojego udziału w licznych filmach klasy "B" w latach osiemdziesiątych.

## Filmografia
- 2010: Piła VII (Piła 3D/Saw 3D) jako Jill
- 2009: Piła VI (Saw VI) jako Jill
- 2008: Piła V (Saw V) jako Jill
- 2008: Chain Letter jako sierżant Hamill
- 2007: Piła IV (Saw IV) jako Jill
- 2006: Piła III (Saw III) jako Jill
- 2000: The Flunky
- 1996: Amanda's Game jako Amanda
- 1995: Punkt zwrotny (The Break) jako Candy
- 1993: Zaloty (Amore!) jako Cheryl Schwartz
- 1992: Gorączka Delty (Delta Heat) jako Vicky Forbes
- 1991: Camp Fear jako Jamie
- 1989: Trapper County War jako Lacey Luddigger
- 1989: Roxanne: Nagroda Pulitzera (Roxanne: The Prize Pulitzer) jako Liza Pulitzer
- 1988: Obóz cheerleaderek (Cheerleader Camp) jako Alison Wentworth
- 1985: Anioł zemsty (Avenging Angel) jako Molly "Angel" Stewart
- 1985: Urwis w spódnicy (Tomboy) jako Tomboy
- 1985: Out of Control jako Chrissie Baret
- 1983: Prywatna szkoła (Private School) jako Jordan Leigh-Jenson
- 1982: Zróbmy to! (Let's Do It!) jako Kittie

### Seriale telewizyjne
- 1995: Platypus Man jako Becky (gościnnie)
- 1988-1992: Superboy jako Serene (gościnnie)
- 1984-1990: Jeden z dziesięciu (1st & Ten) (gościnnie)
- 1983-1987: Drużyna A (The A-Team) jako Tina (gościnnie)
- 1982-1989: Family Ties jako dziewczyna (1982) (gościnnie)
- 1982-1983: The Powers of Matthew Star jako Dawn (gościnnie)